# Tema de Pedro
"Tema de Pedro" es un tema instrumental compuesto por el músico argentino Luis Alberto Spinetta, incluido en su primer álbum solista Spinettalandia y sus amigos de 1971. El tema es interpretado por Spinetta, sin músicos invitados.

## Contexto
Luego de la separación de Almendra en septiembre de 1970, Spinetta vivía una etapa de definición estética y de vida que él mismo considera su «etapa más oscura» y «caótica». Se había roto su relación con Cristina Bustamante, de la que estaba profundamente enamorado y se involucró fuertemente con un grupo de músicos y personas del ambiente artístico, con alto consumo de drogas, que le resultaría muy costoso emocionalmente. En ese grupo se destacaba Pappo, con quien Spinetta estableció una relación de mucha admiración y afecto, que terminaría en ese momento con un fuerte resentimiento mutuo, aunque luego se atenuó con el paso de los años.
Pappo expresaba un modo "pesado" de asumir el rock y la vida, basado en el blues, que se oponía al camino comercial que el éxito y la fama de Almendra le ofrecían a Spinetta, impulsado por la empresa discográfica RCA. Spinetta rechazó radicalmente el camino comercial y entró de lleno al círculo de Pappo y el sello Mandioca. En la segunda mitad de 1970 Pappo y Spinetta llegaron a formar un trío blusero con el nombre de Agresivos, en el que Luis Alberto tocaba el bajo y al cual se sumó Héctor "Pomo" Lorenzo, en batería. Intentó formar también una banda con Edelmiro Molinari, Pomo Lorenzo y Carlos Cutaia con el nombre de Tórax.

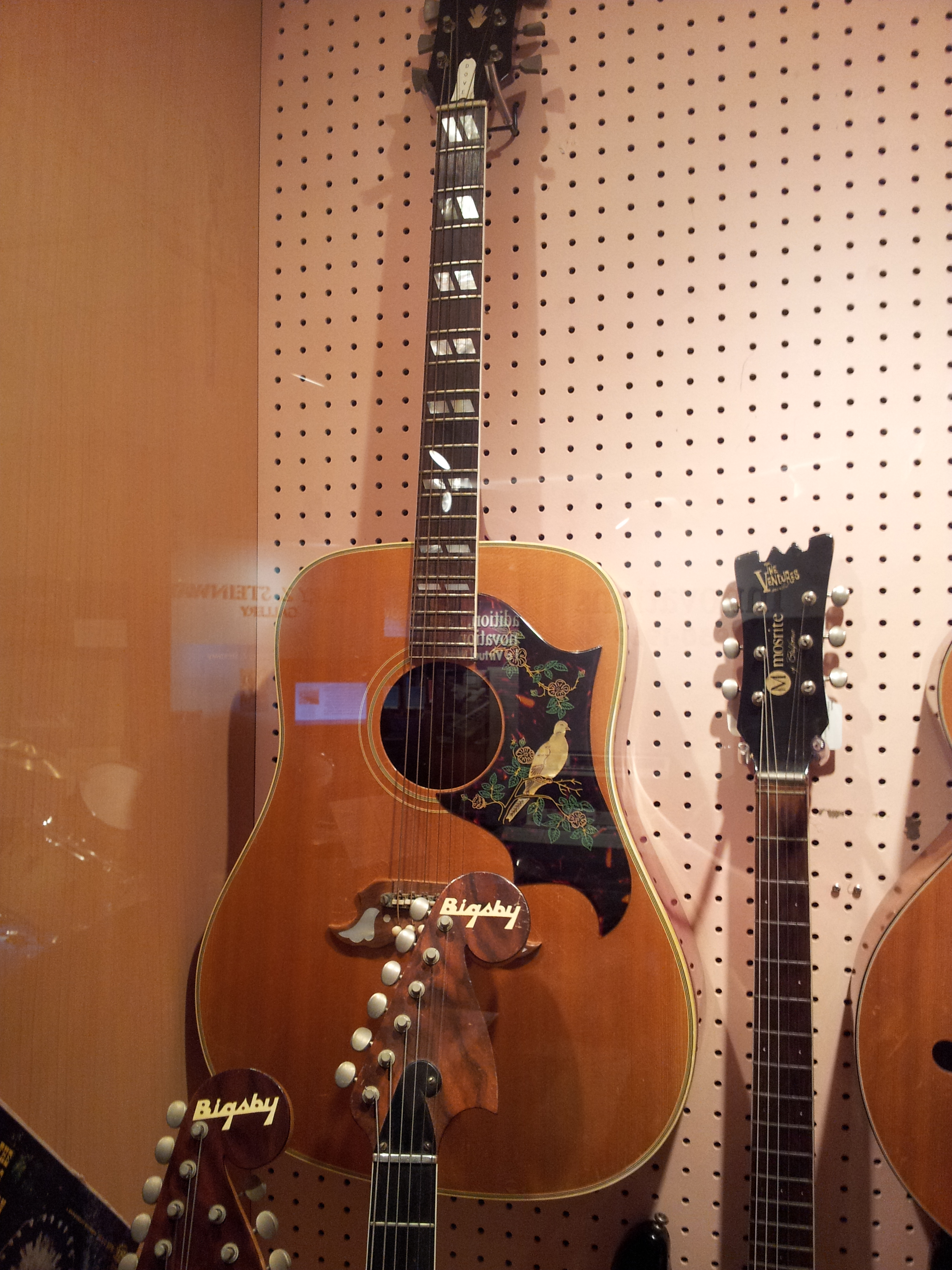
Guitarra acústica Gibson Dove idéntica a la que Spinetta usó en Almendra y Spinettalandia. "Para mí era una forma de mostrarle a Pappo que no existían solamente las guitarras con el volumen al mango".

En ese momento Spinetta decidió grabar Spinettalandia y sus amigos, su primer álbum solista. Lo hizo justamente con Pappo y Pomo Lorenzo, sumando también a Miguel Abuelo en algunos temas. El álbum expresa ese momento de opción estética y de vida que le estaba proponiendo Pappo, dilema que es el eje del tema de Papo "Castillo de piedra". El disco, a la vez de ser un experimento sobre música aleatoria -algo que Spinetta ya deseaba hacer con Almendra-, fue también un castigo para la opción comercial con que lo presionaba la empresa discográfica RCA, que lo intimaba a cumplir con el tercer álbum comprometido en el contrato firmado para Almendra. Spinetta decidió entonces hacer un «antidisco», "que no se lo pudieran vender a nadie", como él mismo lo definió.
La grabación se realizó en 30 horas consecutivas de estudio durante el mes de febrero de 1971, con una gran cantidad de invitados y personas amigas en el estudio, sin cuidar de hacer silencio, con las letras siendo escritas ahí mismo.

Yo quería hacer un ritual: realizar músicas en estado casi tribal.
Luis Alberto Spinetta

RCA lanzó el disco en marzo de 1971, pero la empresa no respetó el diseño de tapa ni el título original y lo tituló sucesivamente Almendra, Luis Alberto Spinetta y La búsqueda de la estrella, lo que llevó a un juicio de los ex Almendra que perdió la discográfica, debido a lo cual lo retiró del mercado. Recién en 1995 el álbum sería publicado por la empresa Sony tal como fue concebido originalmente. 
Luego de grabar el disco Spinetta le regaló su apreciada guitarra acústica a Pappo, buscando transmitirle que él estaba buscando otro estilo artístico y de vida, que no fuera el del negocio musical y la fama, pero tampoco el de "sexo, drogas y rock and roll" y la negatividad:

Le regalé a 'Pappo' mi guitarra 'Dow' (sic)... con la que compuse las canciones más hermosas que hice para Almendra... Para mí era una forma de mostrarle a "Pappo" que no existían solamente las guitarras con el volumen al mango. Que así como él me había inculcado algo de esa dureza del rock pesado, y la mano, copar y todo eso, por otro lado yo trataba de demostrarle que existía una fuente de ternura que él no podía ignorar.
Luis Alberto Spinetta

Spinetta se enteraría después que Pappo vendió la guitarra que le había regalado. El 18 de marzo de 1971 se fue con Pomo y dos chicas a un viaje con destino indeterminado que abarcó Brasil, Estados Unidos y Europa durante seis meses. A la vuelta formaría Pescado Rabioso.

## El tema
El tema es el tercer track del álbum Spinettalandia y sus amigos. Se trata de un tema instrumental de sonoridad latina interpretado solamente por Spinetta, quien ejecuta la guitarra acústica, la guitarra eléctrica rítmica, y realiza también el solo de guitarra eléctrica que se extiende a lo largo de la pieza. Permite apreciar el estilo y la capacidad de Spinetta para el punteo de la guitarra eléctrica, en una serie de fraseos de gran dulzura. 
Tanto en el aire de la pieza como en el fraseo de guitarra es posible notar la influencia de Carlos Santana, quien se había hecho conocer en Argentina el año anterior con la película documental Woodstock y el éxito de sus dos primeros álbumes, con temas como "Black Magic Woman" (traducido en aquel momento como "Mujer de magia negra") y "Samba pa ti".
Pocos días después de grabar el álbum Spinetta llegó a Estados Unidos, y una de las primeras cosas que hizo allí fue ir a ver un recital de Santana en el Fillmore East, teatro conocido en esos años como la "catedral del rock and roll". Spinetta ha dicho que Santana le "movió las neuronas", cuando visitó Buenos Aires en 1973 tocando en el Luna Park y en el estadio de San Lorenzo:

Lo que pasa... un día vino Carlos Santana a tocar a la Argentina. A mí personalmente me movió las neuronas. La intensidad, el clima que impuso, la fluidez con que tocó las dos horas de concierto, sin mosquear. No hicieron rhythm and blues. Y a esta altura me cago en ello, salvo que sea el R&B original. Entonces me saco el sombrero ante los Rolling Stones o cualquiera de esos travestis que andan vociferando por ahí, que hacen las cosas como la gente. Dejémonos de joder. Hay un proceso poético inspirado en las tradiciones porteñas, en los amores que se han vivido en este lugar, y no en las pesadillas que se han vivido en este lugar.

Para Spinetta, ese "rock latino con contenido místico" originado en el movimiento hippie californiano de Santana, representaba en parte la posibilidad de hacer un estilo de música no sujeta a los dictados de la industria discográfica y que al mismo tiempo no se redujera al blues (como presionaba Pappo), sino que pusiera en primer plano la poética y la melodía, y pudiera insertarse en las tradiciones de Buenos Aires.
Muchos años después Santana decía algo que bien hubiera podido corresponderle a Spinetta:

Santana: ¿Sabes qué le pedía yo a los guitarristas latinos a principios de los 60?
Periodista: ¿Qué?
Santana: Que se encerraran en una pieza y que no salieran hasta que tuvieran su propia individualidad. Que no copiaran a los americanos ni a los ingleses.
Carlos Santana